# Trenesha Biggers
Trenesha Biggers (25 de diciembre de 1981) es una luchadora profesional y modelo estadounidense que trabajó entre 2008 y 2009 para la Total Nonstop Action Wrestling bajo el nombre de Rhaka Khan.

## Carrera

### Inicios
Antes de empezar con la lucha libre, Biggers jugó en un equipo de baloncesto. Además jugó en la Primera División de vóleibol en la Florida State University. Algunas veces trabajó como modelo y participó en el WWE Diva Search, pero fue eliminada. La World Wrestling Entertainment mostró interés por Biggers y firmó un contrato de desarrollo con ella, siendoa signada a la Deep South Wrestling, el territorio de desarrollo de la WWE en ese momento. Biggers enternó con Marty Jannetty dos meses antes de ir a la Deep South Wrestling.

### World Wrestling Entertainment (2006)
Biggers debutó en la Deep South Wrestling como la acompañante de The Regulators. Después ella y Angel Williams empezaron un feudo contra Kristal Marshall, Tracy Taylor y Michelle McCool. El 9 de febrero de 2006 participó en un concurso de bikini, perdiendo por la interupción de Palmer Canon. Biggers y Williams acompañaron a Canon en una pelea contra Tommy Dreamer, quien estaba acompañado por McCool, Taylor y Marshall.
El 4 de mayo de 2006, la WWE despidió a Biggers.

### Japón/Circuitos independientes
Tras su despido por parte de la WWE, empezó a pelear en Japón, entrando en la Pro Wrestling ZERO1-MAX bajo el nombre de Panther Claw. Además, trabajó en la Full Impact Pro y Women's Extreme Wrestling. En WEW, luchó como Black Barbie

### Total Nonstop Action Wrestling (2008-2009)
El 10 de febrero de 2008, Biggers hizo su debut en la Total Nonstop Action Wrestling en el PPV Against All Odds 2008. En el evento, distrajo a Petey Williams durante su pelea frente a Scott Steiner, ayudando a Steiner a ganar. En la siguiente edición de TNA Impact!, Steiner introdujo a Biggers como Rhaka Khan (homenaje a la cantante de soul Chaka Khan). Desde entonces, acompañó a Steiner y Willimas a sus peleas, pero luego fue la mánager de Williams al lesionarse Steiner, pelando por primera vez en la TNA contra LAX y Salinas, perdiendo después de que Homicide le hiciera la Da Gringo Killa a Petey Williams. En Lockdown, Rhaka participó en la primera “Queen of the Cage”, ganando Roxxi Laveaux y en Sacrifice, Rhaka participó en la primera “Make Over Battle Royal”, ganada por Gail Kim. El 2 de octubre de 2008, Rhaka Khan hizo equipo con ODB, derrotando a The Beautiful People, volviéndose Face. Posteriormente, ODB, Rhaka Khan y Rhino derrotaron a Angelina Love, Velvet Sky y Kip James en Bound for Glory IV.
Más tarde, se alió con Taylor Wilde para luchar contra Awesome Kong y Raisha Saeed, pero en medio de la lucha cambió a heel y atacó a Wilde, costándola la pelea. Tiempo después se les unió Sojourner Bolt, formando un grupo llamado Kongtourage, que tuvo varios feudos con Wilde, Roxxi, ODB y Christy Hemme. Sin embargo, Khan y Bolt se fueron del grupo cuando Bolt empezó un feudo con Awesome Kong, volviéndose ambas face. El 27 de abril de 2009 fue suspendida de la TNA a raíz de una pelea con Roxxi tras bastidores, posteriormente saldría lastimada en un evento en vivo después de recibir mal un golpe de Daffney. Biggers fue despedida de la TNA el 1 de octubre del 2009, después de que toda su información fuera eliminada del sitio oficial de la empresa.

### Problemas legales
Semanas después protagonizaría un escándalo con su expareja Kurt Angle, Biggers habría interpuesto una orden de alejamiento debido a una falsa denuncia por maltrato contra Angle, por lo que este tuvo que dejar su hogar. En agosto de 2019 fue dado a conocer que Biggers era una de las personas más buscadas por el departamento de justicia de Texas, Trenesha fue acusada por su exmarido de intervenir en la custodia de su hijo recién nacido.

### Circuito independiente (2010-2011)
Tras ser despedida, regresó al circuito independiente bajo el nombre de La Tigresa Caliente. Su primera lucha fue el 19 de junio de 2010, donde perdió junto a Chi Chi ante Awesome Kong & Mini Park.

## Campeonatos y logros
- Japan Athletes Of Wrestling
  - Tallest Female Wrestler Award

- Southern State Championship Wrestling
  - STCW Women's Championship

- Pro Wrestling Illustrated
  - Situada en el Nº46 en los PWI Female 50 en 2008.[4]